# دانشگاه پیام نور واحد نیشابور
دانشگاه پیام نور مرکز نیشابور یکی از مرکزهای دانشگاه پیام نور در مرکز شهرستان نیشابور است.و توسط آقای رمضانعلی دولت آبادی ساخته شده است. این مرکز آموزشی در دو مقطع تحصیلی کارشناسی پیوسته و کارشناسی ارشد دانشجو می پذیرد. پذیرش دانشجو در مقطع کارشناسی به دو شیوه با آزمون(پذیرش از طریق کنکور سراسری) و بدون آزمون و در مقطع کارشناسی ارشد به دو روش پذیرش از طریق آزمون کارشناسی ارشد و فراگیر پیام نور صورت می گیرد. دانشجویان در سیستم آموزشی دانشگاه پیام نور می توانند به دو صورت مجازی و یا حضوری به فراگیری دروس بپردازند. برگزاری آزمون ها در این دانشگاه نیز به دو صورت کاغذی و الکترونیکی می باشد
رشته های مقطه کارشناسی ارشد : علوم و قرآن و حدیث - فلسفه و کلام  اسلامی -  مدیریت بازرگانی گرایش داخلی - مدیریت بازرگانی گرایش بازاریابی - مدیریت بازرگانی گرایش بین الملل -  مدیریت بازرگانی گرایش  کارآفرینی -   مدیریت بازرگانی گرایش تجارت الکترونیکی - جغرافیا ( کالبدی و فضایی )  - زبان و ادبیات فارسی -  آمار  -  ریاضی کاربردی ( تحقیق در عملیات )  - ریاضی کاربردی  ( آنالیز عددی ) 
رشته های مقطع کارشناسی: علوم تربیتی -  روانشناسی  - حقوق -  فقه و مبانی حقوق اسلامی  -  علوم قرآن و حدیث - حسابداری - مدیریت بازرگانی - مدیری صنعتی - مدیریت جهانگردی - اقتصاد - علوم اجتماعی - جغرافیا - زبان و ادبیات فارسی - زبان و ادبیات انگلیسی - تاریخ -  ریاضی و کاربردها  - آمار و کاربردها  -  فیزیک - مهندسی کامپیوتر - مهندسی صنایع - مهندسی پروژه - مهندسی مدیریت اجرایی

#### کارشناسی ارشد فراگیر
دانشگاه پیام نور بزرگترین دانشگاه دولتی کشور در مقطع کارشناسی ارشد علاوه بر پذیرش از طریق کنکور سراسری به شیوه فراگیر نیز اقدام به جذب دانشجو می کند. به این صورت که دروس تخصصی نیمسال اول تحصیلی را به متقاضیان ارائه داده و بعد از موفقیت در امتحان، وارد نیمسال دوم تحصیلی شده و واحدهای درسی پاس شده نیمسال اول تحصیلی از کلیه واحدهای درسی کسر می گردد. متقاضیان می توانند در هر رشته دلخواه خود ثبت نام کرده و امتحانات پایان ترم خود را در دانشگاه پیام نور واحد نیشابور ارائه دهند.